# バイアコム (2005-2019)
二代目のバイアコム（[ˈvaɪəkɒm]、[ˈviːəkɒm]、Video & Audio Communicationsの略）は、初代バイアコムからスピンオフして2005年12月31日に設立された、映画とテレビを中心とした複合企業。初代バイアコムの後を継いだ2社のうちの1社で、2代目のCBSコーポレーションと並んで、実業家サムナー・レッドストーンが経営する劇場会社ナショナル・アミューズメンツが所有していた。このスピンオフは、CBSコーポレーションが初代バイアコムの法的な後継者となり、2代目のバイアコムは完全に分離した会社として構成されている。
2代目バイアコムは、バイアコム・メディア・ネットワークスを運営し、約170のネットワークを管理し、約160カ国で約7億人の加入者にサービスを提供していた。バイアコムのスタジオ資産には、パラマウント・ピクチャーズ、MTVフィルムズ、ニコロデオン・アニメーション・スタジオのほか、レインボーS.p.A.のアニメーションスタジオの30％を所有していた。CBSコーポレーションは、初代バイアコムが保有していた地上波放送、テレビ番組制作、有料放送、出版などの資産を保有していた。2代目バイアコムは、売上高で世界第9位のメディア企業であり、本社はニューヨーク市マンハッタンミッドタウンのワン・アスター・プラザにあった。
バイアコムとCBSコーポレーションの2度目の合併で、統合会社バイアコムCBSが誕生したことが2019年8月13日に発表され、2019年12月4日に合併が完了した。